# Старі Шальтями
Старі Шальтя́ми (рос. Старые Шальтямы, чув. Кивĕ Шелттем) — присілок у складі Канаського району Чувашії, Росія. Входить до складу Шальтямського сільського поселення.
Населення — 294 особи (2010; 346 у 2002).
Національний склад:
- чуваші — 99 %